# Karasburg-West
Karasburg-West ist seit dem 9. August 2013 ein namibischer Wahlkreis im Süden der Region ǁKharasKlicklaut. Er ging 2013 aus dem Wahlkreis Karasburg hervor, der in die Teile Ost und West aufgeteilt wurde. Verwaltungssitz ist die Siedlung Noordoewer. Der Wahlkreis grenzt im Osten an den Karasburg-Ost, im Norden an Berseba und Keetmanshoop Land sowie im Westen an Oranjemund. Im Süden befindet sich die Grenze nach Südafrika.
Der Wahlkreis hat 17.700 Einwohner (Stand 2023) auf einer Fläche von 13.000 km².

## Wahlen
| Wahl   | Name             | Partei | Stimmenanteil |
| ------ | ---------------- | ------ | ------------- |
| 1992 1 | Lazarus Kairabib | SWAPO  | 48,9 %        |
| 1998 1 | Paulus Ephraim   | SWAPO  | 45,4 %        |
| 2004 1 | Paulus Ephraim   | SWAPO  | 60,7 %        |
| 2010 1 | Paulus Ephraim   | SWAPO  | 56,7 %        |
| 2015   | Paulus Ephraim   | SWAPO  | 63,9 %        |
| 2020   | Taimi Kanyemba   | SWAPO  | 44,8 %        |